# 김황국
김황국(金晃局, 1967년 2월 6일 ~ )은 대한민국의 정치인이다. 제11·12대 제주특별자치도의원을 역임했다. 

## 학력
- 제주서초등학교
- 제주제일중학교
- 오현고등학교
- 경남대학교 기계공학 학사
- 제주대학교 행정대학원 행정학 석사

## 경력
- 제주서초등학교 운영위원장
- 용담동 항공소음대책위원
- 제주서초등학교 총동창회 부회장
- 용담2동 항공소음대책위원회 사무국장
- 2014.07 ~ 2018.06: 제10대 제주특별자치도의회 의원
  - 2016.07 ~ 2018.06: 제10대 제주특별자치도의회 후반기 부의장
- 2018.07 ~ 2022.06: 제11대 제주특별자치도의회 의원
  - 제11대 제주특별자치도의회 전반기 행정자치위원회 위원
  - 제11대 제주특별자치도의회 4.3특별위원회 위원
  - 제11대 제주특별자치도의회 예산결산특별위원회 부위원장
  - 제11대 제주특별자치도의회 제3기 예산결산특별위원회 위원
  - 제11대 제주특별자치도의회 후반기 문화관광체육위원회 위원
- 미래통합당 제주특별자치도당 위원장 직무대행
- 제주특별자치도의회 국민의힘 원내대표
- 2022.07 ~ : 제12대 제주특별자치도의회 의원
  - 2022.07 ~ 2024.06: 제12대 제주특별자치도의회 전반기 부의장
  - 2022.07 ~ 2024.06: 제12대 제주특별자치도의회 전반기 교육위원회 위원
  - 제12대 제주특별자치도의회 후반기 환경도시위원회 위원
  - 제12대 제주특별자치도의회 후반기 예산결산특별위원회 위원
- 국민의힘 제주도당 수석부위원장
- 2024.02 ~ 2024.03: 국민의힘 제주도당 4.10 아라동을 도의원 보궐선거 공천관리위원회 위원장
- 국민의힘 제주도당 위원장 직무대행
- 2024.03 ~ 2024.04: 제22대 국회의원선거 국민의힘 제주도당 선거대책위원회 공동선대위원장
- 2024.06 ~ 2024.06: 국민의힘 제주도당 선거관리위원장
- 제12대 제주특별자치도의회 후반기 수석부대표
- 제12대 제주특별자치도의회 후반기 원내대표

## 역대 선거 결과
|  | 29.34% |

|  | 49.98% |

|  | 50.37% |

|  | 64.66% |